# 166 (число)
Вижте пояснителната страница за други значения на 166.
166 (сто шестдесет и шест) е естествено, цяло число, следващо 165 и предхождащо 167.
Сто шестдесет и шест с арабски цифри се записва „166“, а с римски цифри – „CLXVI“. Числото 166 е съставено от три цифри от позиционните бройни системи – 1 (едно), 6 (шест).

## Общи сведения
- 166 е четно число.
- 166-ият ден от годината е 15 юни.
- 166 е година от Новата ера.